# 德薩瓜德羅區
德薩瓜德羅區（西班牙語：Distrito de Desaguadero），是秘魯的一個區，位於該國東南部普諾大區的丘奎托省，面積178.21平方公里，海拔高度3,832米，2007年人口20,009，人口密度每平方公里110人。